# Waldkindergarten

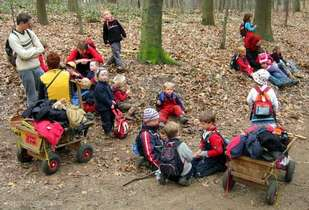
Kleine Pause in einem Waldkindergarten

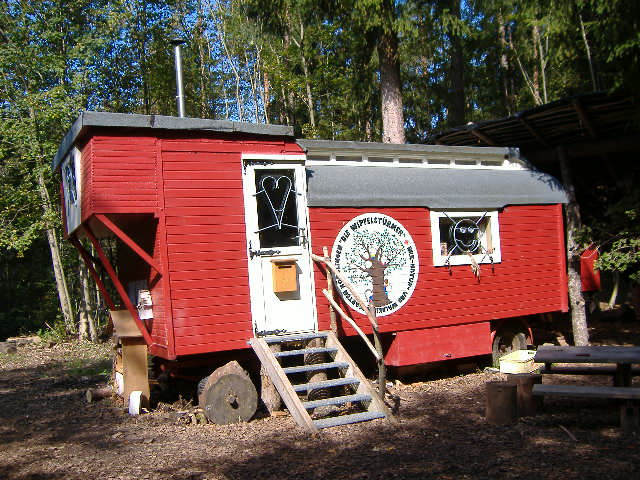
Schutzwagen des Waldkindergartens „Die Wipfelstürmer“

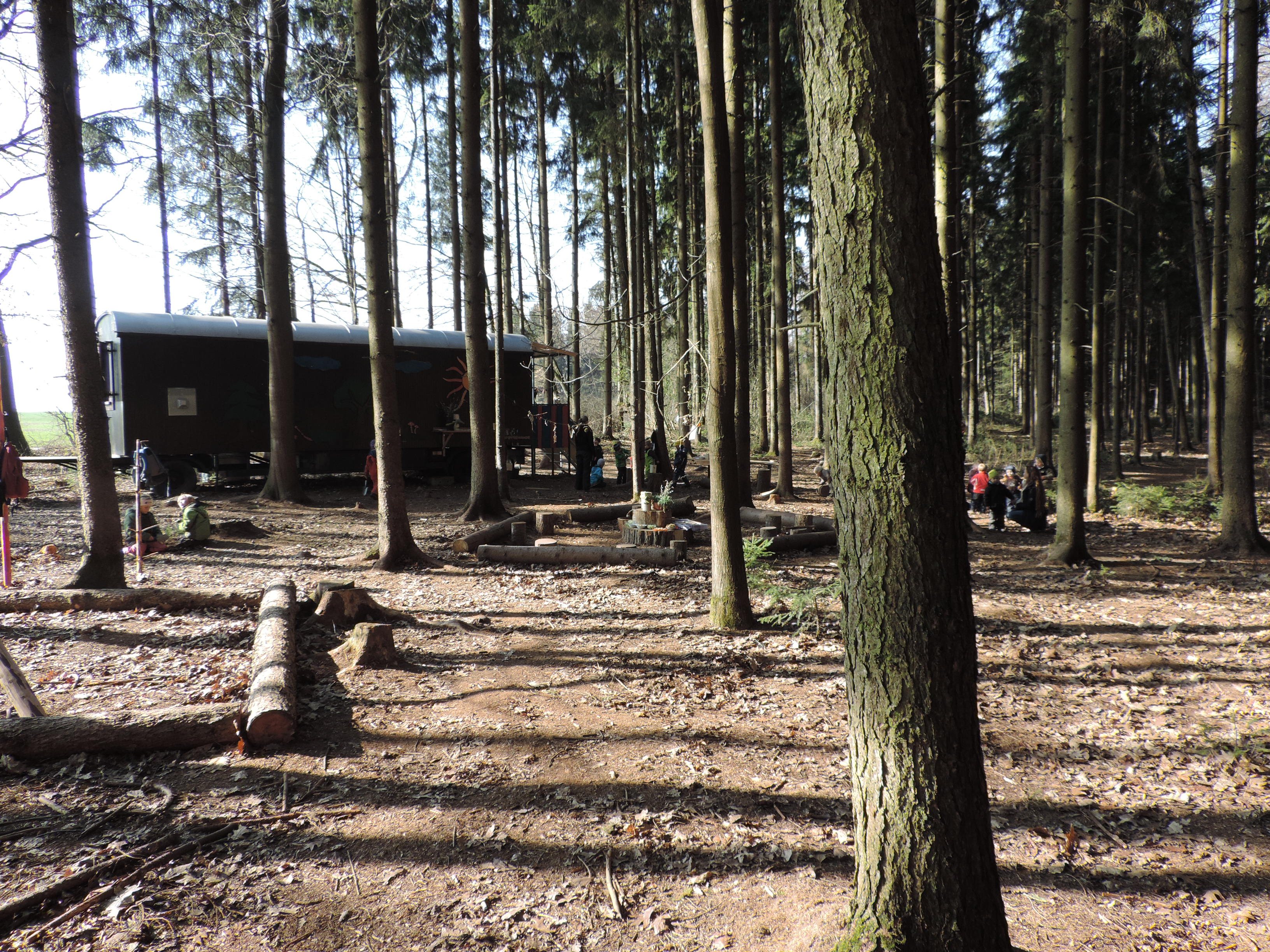
Montessori-Waldkindergarten Wertingen

Der Waldkindergarten oder Naturkindergarten ist eine Form des Kindergartens, die aus Skandinavien stammt. Im Waldkindergarten erfahren Kinder im Alter zwischen drei und sechs Jahren (teilweise bereits unter drei Jahren) Erziehung, Bildung und Betreuung. Die meisten Aktivitäten finden außerhalb fester Gebäude statt, meistens im Wald.

## Geschichte
Ella Flatau aus dem dänischen Sölleröd gründete in den 1950er Jahren den ersten Waldkindergarten, nachdem sie zunächst mit ihren eigenen und mit Nachbarskindern häufig in den Wald gegangen war und diese Form der Kinderbetreuung großes Interesse bei anderen Eltern hervorgerufen hatte. Interessierte Eltern schlossen sich zusammen und gründeten eine Initiative, die den ersten Waldkindergarten ins Leben rief – eine Idee, die sich im skandinavischen Raum immer weiter ausbreitete.
Anfang der 1990er entstanden in Dänemark auch die ersten deutschsprachigen Waldkindergärten. Der erste Wald- und Naturkindergarten in Deutschland entstand bereits 1968 in Wiesbaden. Die Begründerin Ursula Sube organisierte diesen Waldkindergarten privat, mit Unterstützung durch Pfarrer Bernbeck von der Thomasgemeinde. Sie erhielt jedoch vom zuständigen Jugendamt nie eine offizielle Genehmigung für diese Form des Kindergartens.

### Entwicklung in Deutschland
Die Waldkindergartenbewegung fand in Deutschland erst in den 1990er Jahren größeren Anklang. Der erste anerkannte Waldkindergarten startete am 3. Mai 1993 in Flensburg. Derzeit werden zahlreiche neue Gruppen gegründet. Heute gibt es über 2000 (Stand September 2022) Waldkindergärten in Deutschland, 23 Waldkindergärten in Österreich, diverse Waldkindergärten und -krippen in der Schweiz und in Südtirol. Die Entwicklung wird neben zunehmendem Elterninteresse auch dadurch begünstigt, dass Waldkindergärten keine festen Gebäude benötigen und sich dadurch erheblich schneller und mit geringerem Kosten- und Genehmigungsaufwand errichten lassen als stationäre Kindergärten.
Neben den reinen Waldkindergärten gibt es auch Wald- und Tierkindergärten, bei denen sich die Kinder auch um die Versorgung und Pflege von Tieren kümmern.

## Tag des Waldkindergartens
Seit 2018 sind alle Wald- und Naturkindergärten dazu eingeladen, jeweils am 3. Mai eines Jahres den Internationalen Tag des Waldkindergartens als besonderen Aktionstag zu begehen.

## Bedingungen
Der Waldkindergarten wird häufig als „Kindergarten ohne Dach und Wände“ bezeichnet. Der wesentliche Unterschied zu konventionellen Kindergärten besteht darin, dass die betreuten Kinder mit ihren Erziehern den Kindergartenalltag fast durchgehend außerhalb von Gebäuden, d. h. im Wald, auf der Wiese oder am Strand, verbringen. Die Aktivitäten im Freien finden bei jedem Wetter statt; Einschränkungen gibt es nur bei Witterungsbedingungen, die einen sicheren Aufenthalt im Freien unmöglich machen. Vorgeschrieben sind in Deutschland eine beheizbare Unterkunft in zumutbarer Nähe des Waldgebietes, in welcher Kinder und Erzieher bei sehr schlechten Witterungsbedingungen Schutz und Aufenthaltsmöglichkeit finden sollen. Hierzu dienen in der Regel ein beheizter Bauwagen oder eine Waldhütte. Im Waldkindergarten wird in der Regel auf handelsübliches Spielzeug verzichtet. Die Kinder spielen mit Naturgegenständen, die sie in ihrer Umgebung finden. Die vorgeschriebene Gruppengröße liegt bei einem Waldkindergarten bei 15 bis 20 Kindern bei einem Schlüssel von mindestens zwei staatlich anerkannten Erziehern. Abgesehen von diesen Rahmenbedingungen stellen sich die Waldkindergärten als normale Kindergärten vor, in welchen Kinder gebildet, begleitet und erzogen werden. Inzwischen gibt es bewährte Fort- und Weiterbildungsangebote für eine Tätigkeit als pädagogische Fachkraft im Waldkindergarten.
Die Rechtsform eines Waldkindergartens ist meist der eingetragene Verein (e. V.), häufig in Form einer Elterninitiative. Die pädagogischen Mitarbeitenden sind dann Angestellte des Vereins. Finanziell trägt sich ein Waldkindergarten durch staatliche Zuschüsse, Spenden und Elternbeiträge. Die staatlichen Zuschüsse sind von Ort zu Ort verschieden, in vielen Bundesländern sind die Waldkindergärten in den Kindergartenbedarfsplänen erfasst und erhalten die üblichen kommunalen Zuschüsse für stationäre Kindergärten sowie ggfs. gesonderte Zuschüsse. Vereinzelt betreiben Erzieher den Waldkindergarten auch in Eigenregie und schließen dazu mit den Eltern privatrechtliche Verträge ab.
Durch die besonderen Bedingungen ist die Betreuung von sehr kleinen Kindern im Wald schwierig, die meisten Waldkindergärten nehmen Kinder ab dem 3. Lebensjahr (Ü3-Betreuung) auf, vereinzelt gibt es auch Plätze für Kinder ab 2 Jahren.

## Auswirkungen der Waldkindergartenpädagogik
Zu den Auswirkungen, Vorteilen und Chancen der Waldkindergarten-Pädagogik gibt es inzwischen eine Reihe wissenschaftlicher Studien.
Der tägliche Aufenthalt in der freien Natur unterstützt eine positive Entwicklung der kindlichen Motorik und Wahrnehmung in den Bereichen Grob- und Feinmotorik, Koordination, taktiler Wahrnehmung und Tiefensensibilität. Kinder, die einen Waldkindergarten besucht haben, sind auf schulische Anforderungen nicht weniger gut vorbereitet als Kinder, welche einen Regelkindergarten besucht haben – sie werden sogar in der Mehrzahl der Bereiche etwas besser benotet. Kinder im Waldkindergarten sind gesundheitlich stabiler, haben weniger Unfälle und fallen sicherer. Nach Untersuchungen (u. a. Scholz & Krombholz 2007; Schwarz 2013; Birk 2020) hat der regelmäßige Aufenthalt der Kinder im Wald positive Auswirkungen auf die motorischen Fähigkeiten und wirkt sich positiv auf die Gesundheit (Lärmbelastung, Stress) aus.
Eine weitere Auswirkung der Waldkindergarten-Pädagogik liegt auf einer anderen Ebene: Seit der vermehrten Gründung von Waldkindergärten in Deutschland und Diskussionen und Publikationen zu diesem Thema beziehen immer mehr Kindergärten Waldtage, Waldwochen oder Waldprojekte in ihr Programm mit ein. Auf diese Weise versuchen sie, die Vorteile der Waldkindergarten-Pädagogik zumindest zeitweise ihren Kindern zukommen zu lassen.

## Herausforderungen
Der ganzjährige ganztätige Aufenthalt im Freien stellt für die Kinder (und Erzieher) in der Regel eine besondere Herausforderung dar, daher sind spezielle Verhaltensregeln zu beachten. Insbesondere ist eine warme und wetterfeste Kleidung erforderlich. Der Krankenstand in Waldkindergärten ist jedoch grundsätzlich sogar deutlich geringer als in stationären Einrichtungen, auch eine deutlich erhöhte Unfallgefahr wurde bislang nicht festgestellt.
Als erste Zufluchtsstätte dient häufig ein beheizbarer Bauwagen, der meist jedoch weder über Strom-, noch Wasser- oder Abwasseranschluss verfügt. Zum Einhalten der örtlichen Hygienevorschriften wird oft Frischwasser in Kanistern herbeigeschafft. Auch die Zubereitung eines warmen Mittagessens ist vor Ort meist nicht möglich, hier wird ggfs. Essen von außerhalb angeliefert. Eine besondere Schwierigkeit im Waldkindergarten stellt der Toilettengang dar, da die Umstände in der Regel kein Wasserklosett zulassen. Die meisten Waldkindergärten verfügen über einen Bauwagen mit einer Komposttoilette. Zusätzlich verfügen sie über Freilufttoiletten aus Naturmaterialien. Der Umgang damit kann anfangs eine Herausforderung darstellen.
Ein gewisses Risiko im Wald geht von umstürzenden Bäumen oder abbrechenden Ästen aus. Daher sind viele Waldkindergärten an Sturm-Tagen geschlossen und verfügen über Zufluchtsräume außerhalb des Waldes. Durch Waldbegehungen mit den zuständigen Forstbehörden bemühen sich die Erzieher darum, Gefahrenbäume im Vorfeld zu identifizieren. Durch Ausbreitung von Zecken in Deutschland, Österreich und der Schweiz besteht beim Aufenthalt im Wald ein grundsätzlich erhöhtes Risiko von Erkrankungen wie Borreliose, Frühsommer-Meningoenzephalitis (FSME), Babesiose, Ehrlichiose oder Rickettsiosen. Daher ist eine tägliche Untersuchung der Kinder auf Zeckenbisse wichtig. Gegen die FSME gibt es mittlerweile einen wirksamen Impfschutz.
Auch giftige Pflanzen zählen im Waldkindergarten zu den Gefahren. Einige, wie z. B. der Fingerhut, stehen unter besonderem Schutz und können nicht vom Waldkindergartengelände entfernt werden. Die pädagogischen Fachkräfte klären Kinder im Waldkindergarten daher regelmäßig über deren Aussehen und Standorte auf dem Gelände auf. Außerdem achten sie darauf, dass Kinder nicht mit Giftpflanzen in Berührung kommen und zusätzlich auf Anzeichen einer Vergiftung.
Zur Risikoeinschätzung hat die Deutsche Gesetzliche Unfallversicherung eine Broschüre herausgebracht (siehe Weblinks).
Sportkindergärten (Bewegungskindergärten) versuchen einige Vorteile der Waldkindergärten ohne die mit dem Wald verbundenen Risiken zu erzielen.